# Masanaga Kageyama
Masanaga Kageyama (影山 雅永 Kageyama Masanaga?,  nacido el 23 de mayo de 1967 en Fukushima) es un exfutbolista japonés que se desempeñaba como defensa.

## Trayectoria

### Clubes
| Club                | País  | Año         |
| ------------------- | ----- | ----------- |
| JEF United Ichihara | Japón | 1990 - 1994 |
| Urawa Reds          | Japón | 1995        |
| Brummell Sendai     | Japón | 1996        |